# North American XF-108 Rapier
El North American XF-108 Rapier fue un proyecto de avión interceptor supersónico de gran autonomía, diseñado por la compañía estadounidense North American Aviation. Estaba concebido para defender el espacio aéreo de los Estados Unidos de los bombarderos supersónicos de la Unión Soviética.
En los años 50, la Fuerza Aérea de los Estados Unidos (USAF) empezó a buscar un reemplazo para sus cazas F-102 Delta Dagger. Las especificaciones técnicas iniciales requerían de una aeronave con una velocidad máxima de Mach 1,7. Diversas compañías presentaron sus propuestas, resultando elegida NAA con su XF-108. Esas especificaciones fueron reformuladas, demandando un incremento de la velocidad hasta Mach 3.
El programa llegó a su fin en el año 1959, debido a recortes de presupuesto, tras haberse construido tan solo una maqueta a escala real. De haber entrado en servicio, se hubiese convertido en el avión de combate más grande de la época, sobrepasando al Tupolev Tu-128.

## Desarrollo
A principios de los años 50, la USAF propuso un interceptor de altas prestaciones y gran alcance. El 20 de julio de 1955, se aprobó el desarrollo formal de lo que se convertiría en el Interceptor de Largo Alcance, Experimental (Long-Range Interceptor, Experimental (LRI-X)), planeado como un reemplazo del F-102 Delta Dagger/F-106 Delta Dart. Las especificaciones fueron establecidas el 6 de octubre de 1955, solicitando un interceptor que pudiera volar a 18 000 m (60 000 pies) a una velocidad de Mach 1,7 (1806 km/h), con un alcance de 1600 km. Debía tener una tripulación de dos hombres y al menos dos motores. Otra consideración fue que estaría equipado con un sistema de control de fuego integrado, permitiendo la interceptación de un bombardero a 110 km y destruir tres objetivos en una única misión.
De las ocho compañías interesadas, se emitieron contratos para estudios preliminares a North American Aviation, Lockheed y Northrop el 11 de octubre de 1955, cinco días después del lanzamiento de la especificaciones. De los diseños en papel, la propuesta de North American, llamada NA-236, parecía la más prometedora. El NA-236 compartía algunas similitudes con el XF-108, aunque las diferencias más obvias eran la adición de dos aletas a media envergadura de los estabilizadores horizontales, y canards. Dificultades políticas y de presupuesto provocaron la cancelación del programa el 9 de mayo de 1956.
Después de una considerable confusión, el programa fue reinstaurado el 11 de abril de 1957, concediéndosele a North American un contrato por dos prototipos. Fue emitida la designación F-108, también conocido como "Sistema de Armas 202A" (WS-202A). La designación de compañía de North American fue NA-257, aunque era básicamente idéntico al NA-236. Por esa época, el Mando de Defensa Aérea anticipó una orden por 480 aviones.
El diseño resultante pasó por una considerable evolución, debido tanto a su tecnología de vanguardia como a las continuas redefiniciones de los requerimientos de la USAF. Las primeras revisiones prominentemente presentaban canards, con una envergadura de 6,04 m, y un ala con una flecha de 53,5º. El avión, en esta configuración, tendría un peso máximo al despegue de 45 088 kg con un techo operativo de 22 113 m (72 550 pies). En adición a la misión de interceptor del F-108, North American lo propuso como caza de escolta para su prototipo de bombardero supersónico B-70 Valkyrie. Las partes comunes entre el bombardero B-70 y el F-108 incluían la cápsula de escape y los motores General Electric YJ93. Otra misión considerada para el F-108 era la de ser "tapa brechas" para el sistema de Alerta Temprana Lejana (Distant Early Warning (DEW)); gracias a su alta velocidad, el F-108 podría haber escaneado hasta 720 000 km² a la hora.
Desde septiembre de 1958 se realizaron sustanciales cambios de diseño y de ingeniería; sin embargo, el SAC había perdido interés en el concepto de caza de escolta. Para acompañar al B-70 todo el camino hasta su objetivo y regreso, el F-108 en su concepto inicial habría tenido, en el mejor de los casos, un alcance marginal. El 30 de diciembre de 1958, los aviones YF-108A de preproducción ordenados fueron reducidos de 31 a 20 aparatos y el primer vuelo de pruebas fue retrasado de febrero a abril de 1961. El diseño final, que fue construido como una maqueta a escala real del XF-108, fue presentado a dirigentes de la USAF del 17 al 20 de enero de 1959. Al proyecto se le dio el nombre de Rapier el 15 de mayo de 1959, tras un concurso del Mando de Defensa Aérea solicitando sugerencias a sus aviadores.

### Cancelación
Aunque el programa del F-108 estaba progresando bien, había signos que finalmente conducirían a su cancelación final. Las amenazas de bombarderos soviéticos no confirmadas, la abrumadora tendencia hacia los misiles nucleares ofensivos y defensivos a finales de los años 50 y principios de los 60, así como el crecimiento de los costes, contribuyeron a la terminación del XF-108. La cancelación fue anunciada el 23 de septiembre de 1959. North American continuó refinando el diseño durante 1960 con la esperanza de que el programa pudiera ser revivido. A pesar del dinero extra y del tiempo invertidos en el Rapier, no todo fue totalmente en vano; el bombardero de ataque supersónico embarcado North American A-5 Vigilante desarrollado para la Armada estadounidense, que fue más tarde modificado como avión de reconocimiento embarcado, retuvo el diseño de paquete fuselaje/arma y sistemas del Rapier. En muchos aspectos, el Vigilante podía ser visto como la exitosa aplicación de los principios de diseño del Rapier en un diseño supersónico de Mach 2.
Hughes Aircraft continuaría el desarrollo del avanzado sistema de control de fuego y del misil GAR-9. El desarrollo del radar y misiles del F-108 fue continuado por la USAF y el sistema fue finalmente usado en el programa Lockheed YF-12. La configuración final para la cabina trasera del YF-12A parecía similar a la del F-108, ya que incorporaba las mismas pantallas y controles requeridos para el sistema de control de fuego Hughes AN/ASG-18.

## Diseño
La configuración inicial del F-108 presentaba un ala en delta doble muy grande. Había estabilizadores ventrales fijos en las alas, montados a media envergadura, y una aleta de cola vertical totalmente móvil, complementada por dos estabilizadores ventrales que se extendían cuando el tren de aterrizaje se retraía. Aunque algunas de las primeras versiones del diseño tenían planos de cola separados o canards delanteros, ambos fueron abandonados en el diseño final. El gran fuselaje y las alas tenían dos y cinco depósitos de combustible, respectivamente, dándole un radio de combate estimado de casi 2000 km. La velocidad máxima se estimó en 3190 km/h, alrededor de Mach 3, a 24 900 m (81 800 pies). El avión estaba propulsado por dos motores turborreactores General Electric J93 en el fuselaje, también usados en el bombardero de XB-70 Valkyrie de North American.
El F-108 estaba destinado a llevar el radar Hughes AN/ASG-18, el primer equipo radar de impulsos Doppler de los Estados Unidos. Debía tener capacidad de exploración y disparo hacia abajo, pero solo podía seguir a un objetivo cada vez. El radar estaba emparejado con un sistema de búsqueda y seguimiento por infrarrojos (IRST) en los bordes de ataque alares. El radar se usaba para guiar el misil aire-aire Hughes GAR-9 (más tarde redesignado AIM-47), tres de los cuales serían llevados en un lanzador rotatorio en una bodega interna de armas. El GAR-9 era un arma muy grande y de largo alcance con su propio radar para el guiado terminal. Estaba destinado a volar a Mach 6, con un alcance de casi 180 km.

### Blanco no tripulado XQ-11
Como parte del WS-202A, se propuso un diseño para un blanco aéreo de alta velocidad (Mach 3+) para usarlo en las pruebas del sistema de armas del F-108. El Wright Air Development Center solicitó la designación XQ-11 para el diseño del blanco; la solicitud fue rechazada debido a la temprana etapa de desarrollo, y el programa del F-108 fue cancelado antes de que se acometieran más trabajos.

## Variantes
NA-236
Designación interna inicial del diseño.
NA-257
Designación interna final del diseño.
XF-108
Designación dada por la USAF, una maqueta construida.
YF-108A
Designación de los aviones de preproducción, no construidos.

## Especificaciones (XF-108)
Referencia datos: National Museum of the United States Air Force, and U.S. Standard Aircraft Characteristics

### Características generales
- Tripulación: Dos
- Longitud: 27,2 m (89,2 ft)
- Envergadura: 17,5 m (57,4 ft)
- Altura: 6,7 m (22 ft)
- Superficie alar: 173,4 m² (1866,5 ft²)
- Peso vacío: 23 098 kg (50 908 lb)
- Peso máximo al despegue: 46 508 kg (102 503,6 lb)
- Planta motriz: 2× turborreactor con posquemador General Electric YJ93-GE-3AR.
  - Empuje normal: 93 kN (9483 kgf; 20 907 lbf) de empuje cada uno.
  - Empuje con postquemador: 130,3 kN (13 287 kgf; 29 293 lbf) de empuje cada uno.

### Rendimiento
- Velocidad nunca excedida (Vne): Mach 3+
- Alcance en combate: 1870 km (1010 nmi; 1162 mi)
- Alcance en ferry: 4002 km
- Techo de vuelo: 24 400 m (80 052 ft)
- Carga alar: 183,4 kg/m² (37,6 lb/ft²)

### Armamento
- Misiles: 

  - 3x misil aire-aire Hughes GAR-9A en una bodega de armas rotatoria

## Aeronaves relacionadas

### Desarrollos relacionados
- North American A-5 Vigilante
- North American XB-70 Valkyrie

### Aeronaves similares
- Avro Canada CF-105 Arrow
- Republic XF-103
- Lockheed YF-12
- Operational Requirement F.155, proyecto de interceptor británico.
- Mikoyan-Gurevich MiG-25
- Tupolev Tu-28

### Secuencias de designación
- Secuencia NA-_ (interna de North American): ← NA-233 - NA-234 - NA-235 - NA-236 - NA-237 - NA-238 - NA-239 -- NA-254 - NA-255 - NA-256 - NA-257 - NA-258 - NA-259 - NA-260 -- NA-265 - NA-266 - NA-267 - NA-268 - NA-269 - NA-270 - NA-271 →
- Secuencia F-_ (Cazas (Fighter) del USAAC/USAAF/USAF, 1924-1962): ← XF-106 - F-106 - F-107 - XF-108 - XF-109 - F-110 - F-111/B
- Secuencia Q-_ (Aeronaves no tripuladas de la USAF, 1948-1962): ← Q-8 - Q-9 - Q-10 - Q-11 - Q-12 - Q-14